# Bắc Ngụy Tiết Mẫn Đế
Bắc Ngụy Tiết Mẫn Đế (giản thể: 北魏节闵帝; phồn thể: 北魏節閔帝) (498 – 21/6/532), cũng gọi là Tiền Phế Đế (前廢帝), hay còn được gọi với tước hiệu trước khi lên ngôi là Quảng Lăng vương (廣陵王), tên húy là Nguyên Cung (tiếng Trung: 元恭; bính âm: Yuán Gōng), tên tự Tu Nghiệp (脩業), là hoàng đế thứ 13 có thời gian trị vì ngắn ngủi của triều đại Bắc Ngụy trong lịch sử Trung Quốc. Ông trở thành hoàng đế sau khi các thành viên tối cao trong gia tộc của tướng Nhĩ Chu Vinh lật đổ Hiếu Trang Đế sau khi vị Hoàng đế này sát hại Nhĩ Chu Vinh. Tiết Mẫn Đế đã cố gắng khôi phục lại nước Bắc Ngụy, song do quyền lực của ông bị gia tộc Nhĩ Chu kiềm chế, ông đã không thực hiện được nhiều điều. Sau khi tướng Cao Hoan đánh bại gia tộc Nhĩ Chu vào năm 532, Tiết Mẫn Đế bị giam giữ và sau đó bị Hiếu Vũ Đế hạ độc giết chết.

## Bối cảnh
Nguyên Cung sinh năm 498, tức trong thời trị vì của Hiếu Văn Đế. Cha của ông là Quảng Lăng vương Nguyên Vũ (元羽), Nguyên Vũ là con trai của Hiến Văn Đế và là em trai Hiếu Văn Đế. Mẹ của Nguyên Cung là Vương thị. Năm 501, dưới thời trị vì của Tuyên Vũ Đế, Nguyên Vũ đã chết vì vết thương do phu quân của người tình của ông gây ra, người này là một quan cấp thấp tên là Phùng Tuấn Hưng (馮俊興). Nguyên Cung được thừa kế tước hiệu của Nguyên Vũ mặc dù trên Nguyên Cung vẫn còn một người anh khác tên là Nguyên Hân (元欣), và cả ông lẫn Nguyên Hân đều không phải là con trai của Trịnh Vương phi. Nguyên Cung cũng có một người em trai tên là Nguyên Vĩnh Nghiệp (元永業).
Nguyên Cung được mô tả là người tự tin và có ý chí mạnh mẽ, và cũng hiếu thảo với bà nội (truy Mạnh Thái hậu) và chính thất của cha (truy Trịnh Thái hậu). Trong thời gian Nguyên Xoa (元叉) nhiếp chính cho Hiếu Minh Đế (tức từ 520 đến 525), ông ta có xu hướng tham nhũng và bạo lực, vì thế Nguyên Cung đã giả vờ bị bệnh và không thể nói, sống trong Long Hoa tự (龍花寺). Dưới thời trị vì của Hiếu Trang Đế, có người đã tố cáo với Hiếu Trang Đế rằng Nguyên Cung chỉ giả vờ không thể nói được, và có ý phản nghịch. Khi Nguyên Cung được thông báo về tin này, ông trở nên sợ hãi và chạy trốn đến Thượng Lạc sơn (上洛山, nay thuộc Thương Châu, Thiểm Tây), song đã bị bắt và đưa về Lạc Dương. Tuy nhiên, qua thẩm vấn và điều tra, triều đình đã không có bằng chứng rằng Nguyên Cung âm mưu phản nghịch và do vậy đã thả tự do cho ông.
Năm 530, Hiếu Trang Đế lo sợ rằng Nhĩ Chu Vinh sẽ đoạt ngôi nên đã ám sát vị tướng này. Các thành viên trong gia tộc Nhĩ Chu đã nổi loạn và lập một cháu trai của Bắc Hương công chúa (chính thất của Nhĩ Chu Vinh) là Trường Quảng vương Nguyên Diệp làm hoàng đế. Khoảng tết năm 531, cháu trai của Nhĩ Chu Vinh là Nhĩ Chu Triệu (爾朱兆) đã chiếm được Lạc Dương và bắt giữ Hiếu Trang Đế rồi giết chết. Nguyên Diệp được đưa đến Lạc Dương để chính thức đăng cơ. Tuy nhiên, cháu trai của Nhĩ Chu Vinh là Nhĩ Chu Thế Long (爾朱世隆) cảm thấy không thuận lợi khi để một người họ hàng xa với các hoàng đế gần trước nhất như Nguyên Diệp lên ngôi, và muốn tìm một hoàng đế thuộc một nhánh gần với nhánh chính hơn. Một người cháu khác của Nhĩ Chu Vinh là Nhĩ Chu Thiên Quang (爾朱天光) đã đề xuất Nguyên Cung. Nhĩ Chu Thế Long cử em trai là Nhĩ Chu Ngạn Bá (爾朱彥伯) đến chỗ Nguyên Cung để buộc ông phải chấp thuận và cũng để biết chắc chắc rằng ông có thể nói được, Nguyên Cung đã chấp thuận, và Nhĩ Chu Thế Long đã buộc Nguyên Diệp phải nhường ngôi khi đến Lạc Dương. Nguyên Cung sau ba lần từ chối việc Nguyên Diệp nhường ngôi (theo thủ tục), đã nhận lời và trở thành Tiết Mẫn Đế.

## Trị vì
Trong suốt thời gian trị vì của Tiết Mẫn Đế, các thành viên của gia tộc Nhĩ Chu kiểm soát phần lớn chính quyền trung ương cũng như tại các châu và trong quân sự, trong đó Nhĩ Chu Thế Long kiểm soát triều đình trung ương, Nhĩ Chu Triệu kiểm soát các châu miền bắc, Nhĩ Chu Thiên Quang kiểm soát các châu phía tây, và Nhĩ Chu Trọng Viễn (爾朱仲遠) kiểm soát các châu phía đông nam. Mặc dù vậy, Tiết Mẫn Đế đã cố gắng để tạo ảnh hưởng của mình trong các chính sách bằng các phương pháp tế nhị, và vài lần ông đã từ chối làm theo mong muốn của Nhĩ Chu Thế Long. Giả dụ, khi Nhĩ Chu Thế Long lệnh cho quan Hình Tử Tài (邢子才) viết chiếu chỉ đại xá cho Tiết Mẫn Đế, trong đó mô tả cái chết của Nhĩ Chu Vinh là một hành động vô cùng sai trái của Hiếu Trang Đế, Tiết Mẫn Đế đã từ chối ban hành chiếu chỉ đã viết song thay vào đó lại tự mình viết một chiếu chỉ ngắn gọn, sử dụng ngôn từ khiêm nhường và không đi vào chi tiết. Ông cũng loại bỏ chữ hoàng (皇) khỏi tước hiệu, biến hoàng đế (皇帝) thành đế (帝). Ông đối xử một cách tôn trọng với Nguyên Diệp, lập ông ta làm Đông Hải vương. Trong một hành động chưa có tiền lệ, ông đã ra lệnh rằng kình địch nhà Lương sẽ không còn bị gọi là "ngụy" Lương. (Theo truyền thống trong lịch sử Trung Quốc, các nước kình địch thường gọi đối thủ của mình là "ngụy") Ông truy tôn cha Nguyên Vũ là hoàng đế, song chỉ truy tôn Vương thị là Thái phi, có lẽ để thể hiện sự tôn kính với chính thất của Nguyên Vũ là Trịnh Vương phi. Ông cũng phong cho em trai Nguyên Vĩnh Nghiệp là Cao Mật vương và lập con trai Nguyên Thứ (元恕) của hoàng đệ là Bột Hải vương.
Tuy nhiên, gia tộc Nhĩ Chu lại tham nhũng và rất bạo lực, Tiết Mẫn Đế không thể kiềm chế họ. Kết quả là các tướng Lưu Linh Trợ (劉靈助) và Cao Hoan đã nổi loạn. Mặc dù quân triều đình đã đánh bại Lưu một cách dễ dàng, song Cao Hoan đã thu hút được nhiều tướng bất mãn khác phục vụ cho mình và tỏ ra là một đối thủ ghê gớm. Cao Hoan ban đầu thừa nhận vị trí hoàng đế của Tiết Mẫn Đế song đã sớm lập một họ hàng xa của hoàng tộc Bắc Ngụy là Nguyên Lãng làm hoàng đế. Vào cuối năm 531, Cao Hoan đã tung tin đồn khiến cho gia tộc Nhĩ Chu mâu thuẫn nội bộ, sau đó Cao Hoan đánh bại Nhĩ Chu Triệu và chiếm được một thành quan trọng là Nghiệp Thành.
Đến mùa xuân năm 532, Nhĩ Chu Thế Long muốn chấm dứt các bất đồng trong nội bộ gia tộc Nhĩ Chu nên đã yêu cầu Tiết Mẫn Đế kết hôn với con gái của Nhĩ Chu Triệu làm hoàng hậu. Ngay sau đó, quân Nhĩ Chu do Nhĩ Chu Triệu, Nhĩ Chu Thiên Quang, Nhĩ Chu Trọng viễn và em trai Nhĩ Chu Thế Long là Nhĩ Chu Độ Luật (爾朱度律) chỉ huy, đã hội quân tại Nghiệp Thành để giao chiến với Cao Hoan, song Cao Hoan đã đánh bại được quân Nhĩ Chu mặc dù có quân số ít hơn. Nhĩ Chu Triệu và Nhĩ Chu Trọng Viễn chạy về đại bản doanh của họ, trong khi Nhĩ Chu Thiên Quang và Nhĩ Chu Độ Luật chạy về Lạc Dương. Lúc này, tướng Hộc Tư Xuân (斛斯椿) đã nổi dậy chống lại gia tộc Nhĩ Chu tại Lạc Dương, ông ta đã giết chết Nhĩ Chu Thế Long và Nhĩ Chu Ngạn Bá, trong khi bắt giữ và giải Nhĩ Chu Thiên Quang và Nhĩ Chu Độ Luật đến chỗ Cao Hoan, Cao Hoan xử tử hai người này.

## Sau khi gia tộc Nhĩ Chu bị đánh bại
Tiết Mẫn Đế đã cố gắng chiếm thế chủ động bằng cách cử viên quan Lư Biện (盧辯) đi gặp Cao Hoan. Cao Hoan lúc này đang hộ tống Nguyên Lãng tiến về Lạc Dương, ông đã tính đến việc sẽ vẫn để cho Tiết Mẫn Đế giữ ngai vàng do Nguyên Lãng là một họ hàng xa với các hoàng đế gần nhất trước đó. Cao Hoan cử tướng Ngụy Lan Căn (魏蘭根) đến trấn tĩnh các bá quan văn võ và quan sát Tiết Mẫn Đế. Sau khi quay trở lại, Ngụy Lan Căn cho rằng Tiết Mẫn Đế là người thông minh và quả quyết nên Cao Hoan sẽ khó có thể kiếm soát được ông sau này. Cao Hoan do dó đã bắt giam Tiết mẫn Đế và giam giữ ông tại Sùng Huấn tự (崇訓寺). Thay vào đó, Cao Hoan buộc Nguyên Lãng phải nhường ngôi lại cho Bình Dương vương Nguyên Tu.
Trong khi bị giam cầm tại Sùng Huấn tự, Tiết Mẫn Đế có viết một bài thơ mà đến nay vẫn tồn tại:
| Nguyên văn tiếng Hán: 朱門久可患 紫極非情玩 顛覆立可待 一年三易換 時運正如此 唯有修真觀 | Bản phiên âm Hán-Việt: Chu môn cửu khả hoạn, Tử cực phi tình ngoạn. Điên phúc lập khả đãi, Nhất niên tam dịch hoán. Thời vận chính như thử, Duy hữu tu chân quan. |

Khoảng 10 ngày sau khi Hiếu Vũ Đế lên ngôi, ông ta đã cử người đến hạ độc giết chết Tiết Mẫn Đế. Hiếu Vũ Đế không chông cất Tiết Mẫn Đế với vinh dự hoàng đế, song lễ an táng của ông lớn hơn so với các thân vương, và các bá quan được lệnh phải đến tham dự lễ tang.